# علی هلیچی
علی هلیچی (زادهٔ ۱۵ مهر ۱۳۷۲ در اهواز) بازیکن فوتبال اهل ایران است که در پست مدافع برای باشگاه فجر سپاسی شیراز در لیگ برتر خلیج فارسبازی می کند.